# ایزری
ایزری (به فرانسوی: Aiserey) یک کمون در فرانسه است که در Canton of Genlis واقع شده‌است.

## خصوصیات
ایزری ۱۰٫۵ کیلومترمربع مساحت و ۱٬۳۵۷ نفر جمعیت دارد.